# Sicista tianshanica
Sicista tianshanica este o specie de rozătoare din familia Sminthidae. Este întâlnită în China, Kazakhstan și Kârgâzstan.

## Descriere
Sicista tianshanica crește până la o lungime de în jur de 70 mm, cu o lungime a cozii de aproximativ o dată și jumătate cât cea a trunchiului. Cântărește 9–14 g. Blana de pe partea dorsală este de un gri-gălbui uniform și nu are o dungă vertebrală așa cum are specia Sicista caudata. Coastele sunt de culoarea paielor, bărbia și partea din față a gâtului sunt albe, iar părțile inferioare sunt gri-albicioase nuanțate cu bubalin. Partea din spate a craniului este mai lungă decât cea a speciei Sicista subtilis.

## Răspândire și habitat
Sicista tianshanica este nativă în China, Kazakhstan și Kârgâzstan. Habitatul său specific este reprezentat de zone alpine și subalpine, păduri montane, pajiști, stepele deșertice din piemonturi și marginile de pădure. Altitudinea minimă la care trăiește este 500 de metri, iar cea maximă este 3.200 de metri. Se adăpostește în găuri din cioturi putrezite.

## Comportament
Sicista tianshanica este în principal nocturnă, fiind activă în special la amurg, dar poate fi activă și dimineața. Poate hiberna 3–5 luni, în dependență de altitudine. Într-o anumită regiune este activă doar din a doua jumătate a lunii mai sau începutul lunii iunie până la începutul lunii octombrie. Pe la începutul anului, Sicista tianshanica se hrănește în principal cu insecte, moluște și râme, trecând mai târziu la o dietă compusă din semințe și fructe de pădure. Un rând de pui, care constă în 3 până la 7 indivizi, se naște o dată pe an, în prima jumătate a lunii iulie.

## Stare de conservare
Sicista tianshanica are un areal larg și este abundentă la nivel local, deși populația sa fluctuează considerabil. Nu se știe dacă populația este în creștere sau în scădere. Nu au fost identificate amenințări deosebite pentru această specie, iar arealul său cuprinde câteva arii protejate, așa că Uniunea Internațională pentru Conservarea Naturii a clasificat această specie drept neamenințată cu dispariția.